# Gastronomia de Mèxic
La gastronomia de Mèxic és la gastronomia que es fa i es menja de manera tradicional a Mèxic. Té influències indígenes locals, dels països europeus que van colonitzar i assentar-se al país i en molt menor, grau, dels pobles que hi han emigrat massivament; no és aliena a les cuines espanyola, cubana, africana, de l'Orient Mitjà i asiàtica.
Es caracteritza per les seves tortetes picants acompanyades de fesols, altres vegetals i carn; i sobretot perquè, al contrari del que ocorre a la cuina dels Països Catalans i a la majoria de cuines mediterrànies i europees, la cuina mexicana no fa distinció entre preparacions de temporada, seguint les estacions de l'any, ni entre senzilles i riques i més elaborades, ni entre quotidianes i festives. Així, encara que hi ha plats típicament festius, com el mole o els tamals, aquests es consumeixen igualment qualsevol dia d'any.
El 16 de novembre de l'any 2010 va ser reconeguda com a Patrimoni Immaterial de la Humanitat per la UNESCO.

## Història

### Influència prehispànica

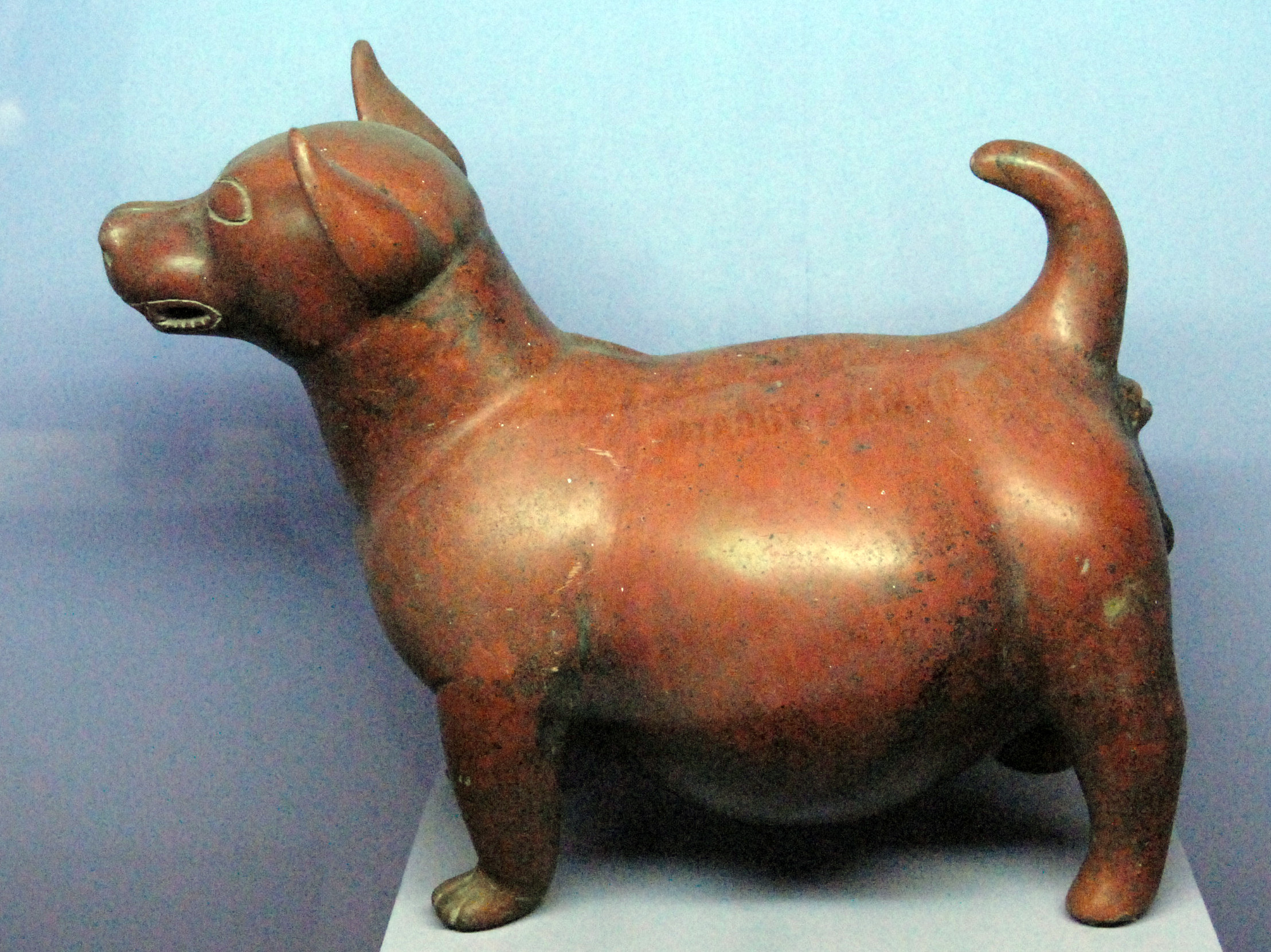
Gos americà criat per al consum humà. Només es criaven gossos i galls dindis per a aquest fi.

Fa uns 10.000 anys hom creu que a la zona que avui dia és Mèxic es va començar a domesticar el blat de moro per al seu cultiu. Durant l'època prehispànica mexicana, els pobles que van habitar el territori tenien una dieta basada principalment en vegetals, especialment de blat de moro i pebrot picant. Aquests dos aliments principals s'associaven a altres vegetals locals, cultivats o recol·lectats, com per exemple el tomàquet, l'alvocat, la carbassa, la figa de moro, el cacau i la vainilla. Aquests aliments tenien un déu propi anomenat Chicomecóatl en llengua indígena.
Aquesta dieta bàsica es complementava amb proteïna animal segons les possibilitats de cada família. No hi havia cap mena de selecció, criteri o animal no aprofitable, menjaven el que trobaven: insectes i les seves larves; tota mena de rèptils, incloent granotes, serps i iguanes; les aus que es podien caçar, com ànecs i guatlles; i alguns mamímers con el teixó, l'esquirol o el cérvol. A les zones properes al mar també es menjaven petits peixos, com per exemple el seitó. Tots aquests animals eren pescats, caçats o capturats a la natura, només es té notícia de la cria, per a alimentació humana, de galls dindis i gossos.
La cuina prehispànica disposava de poques tècniques d'elaboració, els aliments es cuinaven junts al vapor, donant preparacions que han esdevingut típiques, com el tamal, o bé durant hores sobre pedres escalfades per llenya en un forn de terra, per a fer zacahuil, per exemple, o altrament es cuinava directament sobre el foc, en una mena de graella. Tenien també una tècnica particular d'Amèrica Central per a obtenir farina, o més aviat una pasta de blat de moro, que a Mèxic anomenen la nixtamalització del blat de moro, que consistia a bullir llargament aquest cereal amb calç i després deixar-lo reposar i retirar la pellofa.
Alguns plats originaris d'aquesta època són el mole (pasta d'ingredients picats al morter), l'atole, el tesgüino, el papadzul i l'uchepo.

### Influència colonial

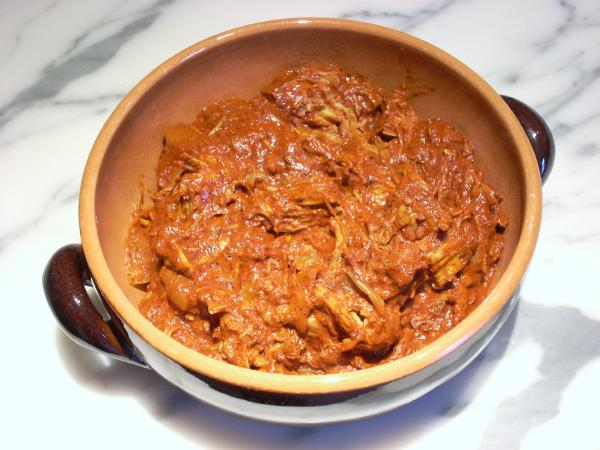
Cochinita pibil, carn de porc adobada.

La conquesta de Mèxic va fer que amb el temps hom va anar afegint a la cuina local nous ingredients provinents d'Europa, com cereals (arròs, blat, etc.), fruita (poma, pera, pruna, etc.) i molt especialment espècies i carns, com el xai, la vedella o sobretot el porc.
Va ser precisament per aquesta fusió la causa que la gastronomia mexicana sigui considerada avui dia una de les més riques a nivell mundial, estenent la seva influència a moltes parts del món, ja que conqueridors, colonitzadors i visitants van portar al seu torn a Europa ingredients mexicans que avui matisen la gastronomia d'altres llars. Sobren exemples, però són de mencionar el Xile americà que després d'un llarga volta es va convertir en paprika , i el tomàquet, conegut com a "pomodoro" (poma d'or) a Itàlia o "Pomme d'Amour"(poma d'amor) a França.
La introducció del blat va incloure també la de la tecnologia per a fer farina, pa i pastissos. La cultura cristiana europea va introduir preparacions pròpies, com el tortell de reis, i va afavorir-ne d'altres, com el pan de muerto. Ni el blat de moro ni el pa van emplaçar les tortillas de blat de moro, fins avui molt populars i difoses a tot el territori i preferides a centenars de llars en lloc del pa.
La "tortilla", és una làmina rodona feta a base de blat de moro, que forma part fonamental de la cuina mexicana i es podria dir que és la base de l'alimentació mexicana. Amb la "tortilla" de blat de moro, altament recomanada per mantenir l'equilibri bacterià intestinal; es poden elaborar centenars de plats a causa de la seva flexibilitat; característica que el pa no té.
Per esmentar uns quants exemples, podem parlar de la "tortilla" tallada (especial per preparar "chilaquiles"), de la "tortilla" enrotllada (per preparar "flautas"), de la "tortilla" doblegada (per preparar els mundialment coneguts "dados"), la "tortilla" fregida i endurida (per preparar les "tostadas") i moltes altres variacions que una "tortilla", per la seva estructura pot tolerar sense arribar a trencar-se. Sent fidel a la tradició vegetariana, la "tortilla" és preparada amb un blat de moro tractat d'una forma especial tal que no es necessita afegir ou en absolut per obtenir una massa que al mateix temps sigui molt tova però consistent i no es trenqui al moment de cuinar. En molts poblats el pa és considerat "article de luxe", però la "tortilla" no falta en cap menjar i per dotzenes, destacant en les festivitats fins i tot les "tortillas" de colors, blanc, verd i vermell per donar realç als motius patris.
La carn és el segon element fonamental a la cuina mexicana actual, especialment a les regions del nord. La que es menja actualment és essencialment la d'animals provinents d'Europa, sobretot la vaca i el porc. La transició de la menja de gall dindi al porc va ser molt ràpida. El saïm o greix de porc va començar a usar-se com a greix per a cuinar, com en altres cuines s'usa l'oli d'oliva o la mantega, i a moltes regions avui dia encara és el greix habitual i favorit. També es fa "formatge de porc", una mena d'embotit semblant al de cap de senglar. Desde la península Ibèrica es van introduir fórmules per aprofitar totes les parts del cos del porc, com per exemple fer llardons amb la pell o el fet de cuinar-ne les manetes i les vísceres. També es van començar a usar a plats locals, i així van aparèixer, per exemple, les quesadillass de cervell de porc.
Els colons francesos van aportar les sopes, principalment el brou de pollastre. El concepte va arrelar també, modificant receptes europees amb ingredients i gustos locals. Per exemple a Chiapas existeix una sopa tradicional amb pa i verdures, a la qual amb el temps s'ha afegir plàtan. A d'altres s'hi ha afegit suc de llima, per exemple, i també n'hi ha de molt diferents ja a les europees que hi van arribar.

### Mèxic independent

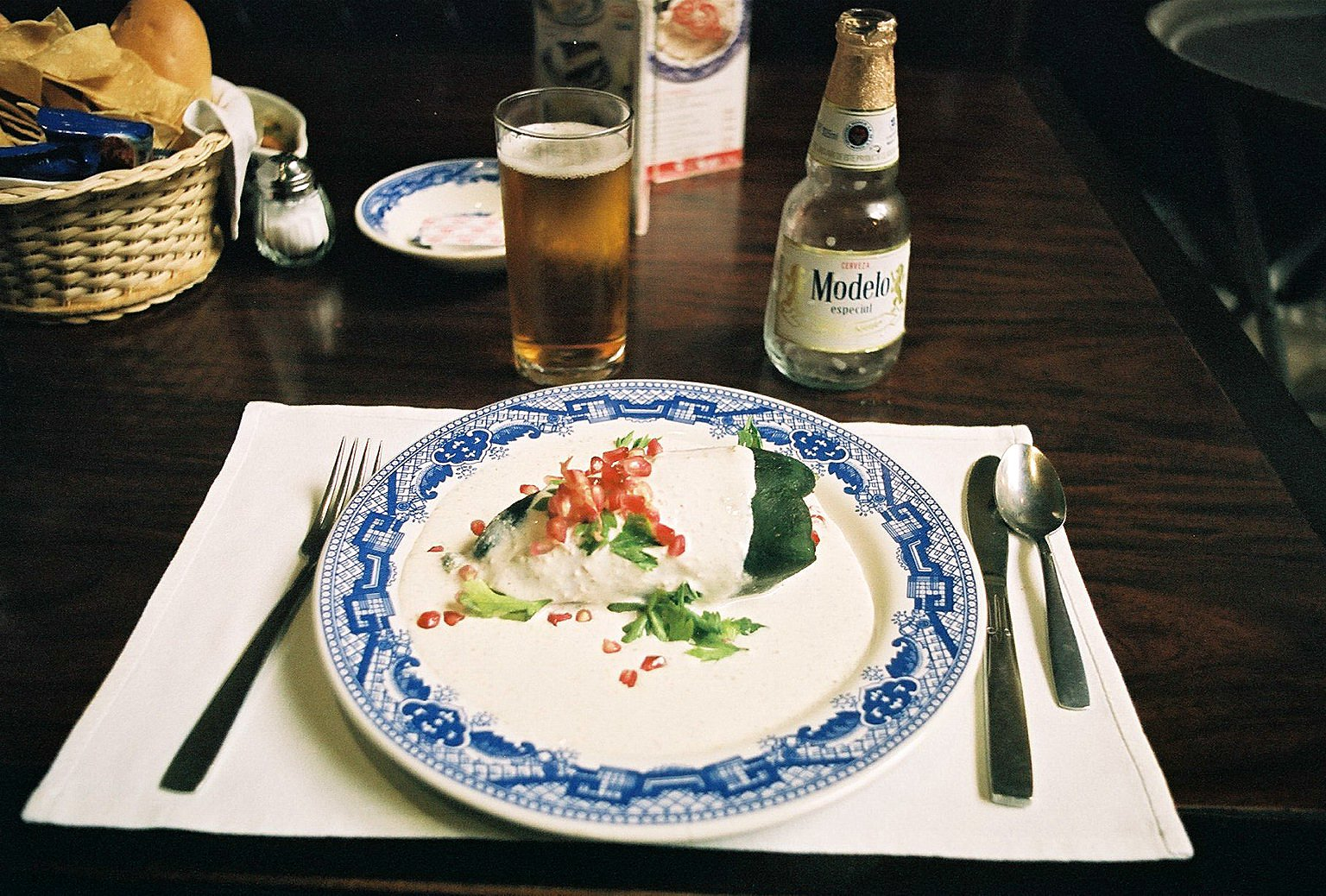
Chiles en nogada, plat creat durant la independència de Mèxic i que conté els tres colors de la bandera del país.

El 1836 es va aconseguir la independència de Mèxic respecte a Espanya. En aquesta època van entrar al país treballadors estrangers que van portar també les seves pròpies costums alimentàries: Per exemple, van proliferar els «cafès de xinesos», especialment a la capital i les regions on grans quantitats d'asiàtics treballaven en la construcció ferroviària, i en alguns llocs encara persisteixen els anomenats pans xinesos, una mena de mantega feta amb nous i ratlladura de taronja. El nap xinès és present també a les amanides actuals més típiques, amb ingredients com la pastanaga o el cogombre.
Posteriorment, durant el darrer quart del segle xix i inicis del xx, durant la dictadura de Porfirio Díaz, les classes altes van mostrar la seva preferència per les cuines europees, amb una conseqüent nova onada de productes, però sobretot plats, d'origen europeu que va entrar a partir de les classes benestants mexicanes. Després del seu govern, en concloure la Revolució mexicana, la gastronomia nacional va ser exalçada novament com a part del programa nacionalista dels governs emanats d'aquesta guerra civil.
El tema de la gastronomia va aparèixer recurrentment en el cinema de l'Època d'Or (anys quaranta i cinquanta), acompanyant altres estereotips del mexicà. Anys més tard, en la dècada de 1980, en el camp de la literatura, el tema de la cuina popular del país va ser reprès per escriptors com Laura Esquivel, que va publicar la novel·la Como agua para chocolate . La novel·la que va servir de base per a la pel·lícula del mateix nom de (1992).
A partir de l'última dècada del segle xx es va desenvolupar un moviment gastronòmic conegut com a «alta cuina mexicana». La nova cuina
mexicana -com també se la coneix- reprèn una part important del
repertori d'ingredients de la cuina mexicana tradicional. Sense limitar-se però, a la reproducció de receptes populars, prenent de
elles només lo necessari, per tornar-ho a elaborar donant una nova
vitalitat creativa a la gastronomia del país, responent així als nous
gustos dels comensals en el context de la modernitat.
A principis del segle xxi, a diverses ciutats de Mèxic és possible
trobar restaurants de les més diverses especialitats. Hi ha
nombrosos establiments de menjar ràpid, principalment d'origen nord-americà, que conviuen amb establiments més tradicionals com la garnachería on s'expenen els populars antojitos.

## Ingredients principals

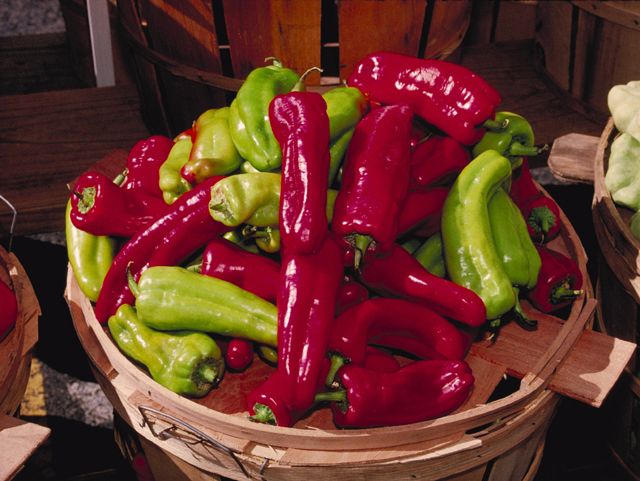
Bitxos verds i vermells

- Carn: pollastre, gallina, porc, vaca.
- Cereals: blat de moro, arròs.
- Hortalisses, tubèrculs i llegums: fesol, tomàquet verd i vermell, ceba, pastanaga, patata, carbassa (fruit i flors).
- Peix: pagre, peix gos, carpa.
- Marisc: gamba, llagosta, cranc.
- Fruita: figa de moro (el nopalito són les fulles de la planta i la tuna la fruita) i fruites tropicals (pinya, coco, papaia, etc.).
- Greix de cuina: saïm de porc, tot i que en l'actualitat es comencen a introduir olis.
- Condiments: bitxo, coriandre, llavors de carbassa, llima, marduix, bixa.
- Altres: te bord, iuca, formatge, formatge fresc semblant al iogurt (jojoque).

## Plats

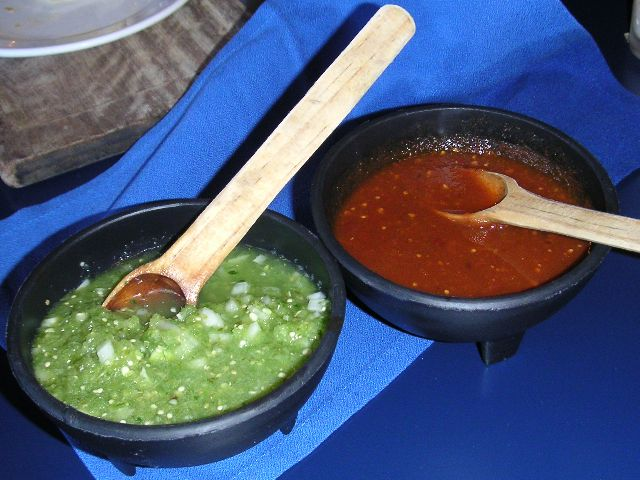
Moles, o salses, a uns recipients típics mexicans, amb potetes, anomenats en castellà molcajetes.

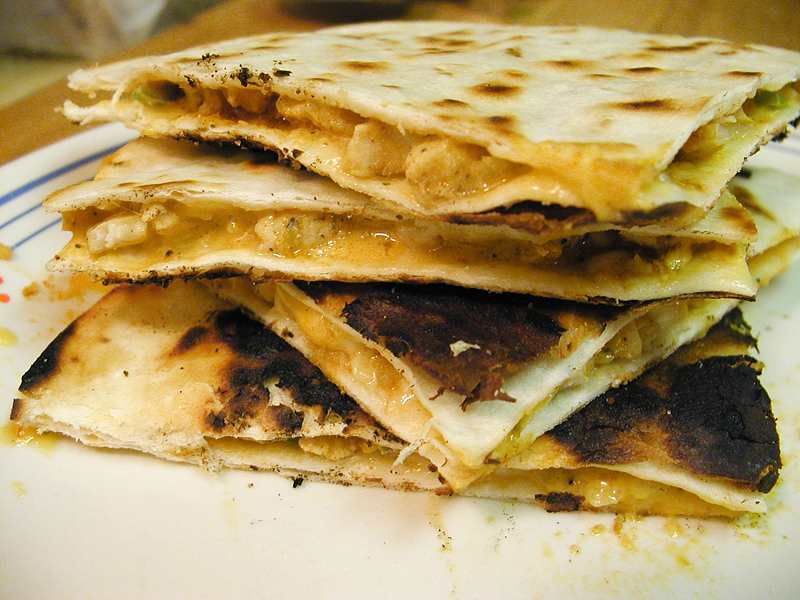
Les quesadillas són tortetes amb formatge (queso).

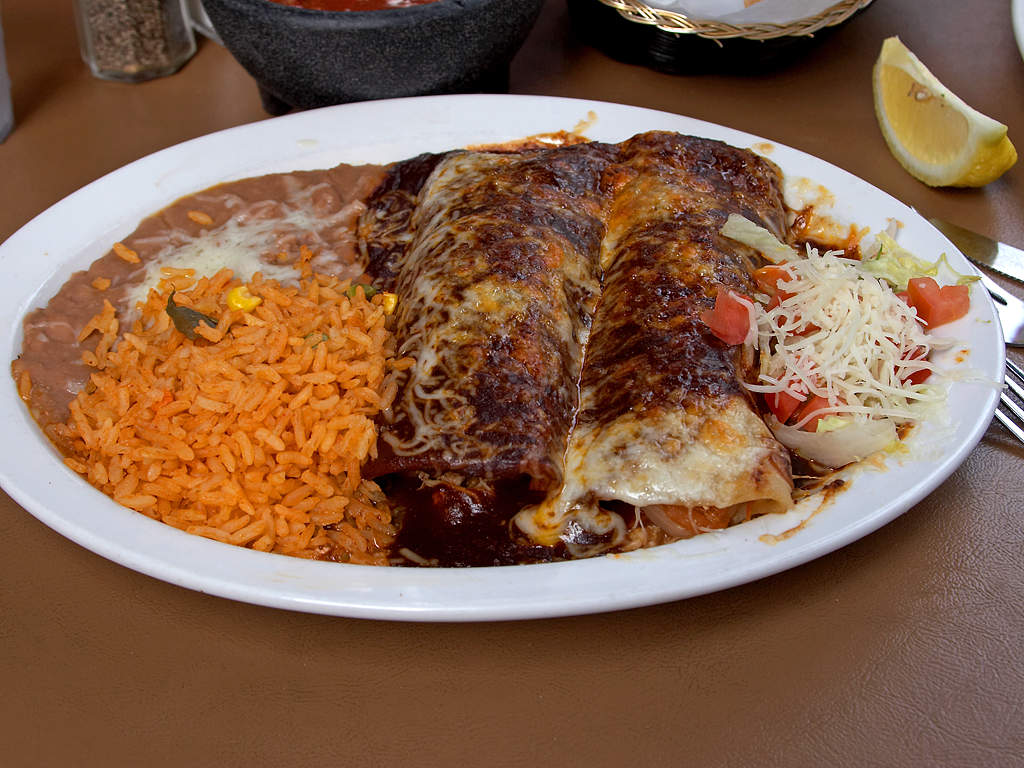
Enchiladas de mole (el chile és bitxo).

La cuina mexicana es basa en tortetes de blat de moro i salses o companatges que ells anomenen moles i que consideren el seu plat nacional. Aquestes salses solen estar fetes principalment a base d'hortalisses, com el tomàquet, la ceba i el pebrot i d'altres vegetals. És conegut que sovint són picants, ja que solen contenir bitxo. El bitxo s'usa en forma de salsa i en pols.
Existeixen molts moles diferents, i és que el terme englova tota mena de salses, companatges, guisats i fins i tot sopes, segons la regió. Es coneixen popularment pel seu color, per exemple el vermell conté almenys tomàquet, llavors de carbassa, nous i bitxo; i el verd està fet amb tomàquets verds. Existeix també un mole negre, preparat amb xocolata. El mole poblano és similar a un pozole, un plat que ja conté també carn i blat de moro. Els diferents pozoles reben els noms dels colors de les seves salses, com per exemple el blanc, que és típic a Jalisco, i el verd, a Guerrero, que a més porta tomàquets verds i bitxo verd, que és el que li dona aquest color.
Els vegetals són força abundants a la cuina mexicana en forma de companatges (moles). Una alternativa és l'amanida, que anomenen botana i que amaneixen sense oli, només amb suc de llima, sal i bitxo, cosa que fa que sigui picant. Els tubercles, com les pastanagues i sobretot les patates, es mengen com a acompanyament. Altres acompanyaments són els fesols o l'arròs, que es mengen bullits. Hi ha també la figa de moro, més característica de la cuina antiga del país i que avui encara s'utilitza, sobretot per diabètics i hipertensos, per a acompanyar plats i begudes, en comptes d'altres coses que la seva salut no els permet menjar cada dia.
La base de la cuina mexicana, a més dels moles, són les tortillas de blat de moro, unes làmines rodones de pa azim (sense llevat, ni per tant molla) flexibles que es mengen amb carn i vegetals. Poden estar tallades a tires, doblegades per la meitat o enrotllades; i també es mengen fregides, i llavors queden endurides, com una mena de torrades primes. Per aquest motiu a Mèxic es cultiven més de quaranta-dues races diferents de blat de moro. És la base absoluta de la majoria de les cuines mexicanes, excepte a algunes tradicions gastronòmiques del nord de Mèxic, on el blat de moro disputa a blat el lloc com cereal bàsic. Es consumeix fresc, tendre o madur, i sobretot sec per a les tortetes. El següent cereal més important és l'arròs, protagonista del primer plat dels dinars diaris. Se sol menjar "a la mexicana", fregit i després cuit amb salsa de tomàquet, de vegades amb fesols, ceba o verdures.
La carn és present a gairebé tots els àpats diaris. Sovint es menja esmicolada o tallada a tires, perquè sigui més fàcil barrejar-la a la salsa. De fet també anomenen mole de carn (mole equivaldria a salsa o companantge, en català) als plats de carn desfilada en una cassola plena de salsa. Altres cassoles de carn desfilada amb salsa s'anomenen tingues. La cochinita pibil és un plat molt popular a Mèxic que també consta de carn magra de porc esmicolada i barrejada amb salsa. Un altre plat de porc amb salsa són les cotnes amb salsa verda. Les carns de la cuina pròpiament mexicana són els pollastres i gallines de gran mida i el porc. Al nord de Mèxic hi ha ramaderia bovina, per influència dels Estats Units, que es cria exactament com en aquest país, després tallen i cuinen (a la planxa o en barbacoa) la seva carn de la mateixa manera. Més tradicional és la carn assecada i tallada a tires, que s'usa a plats com la machaca i que pot estar, a més, curada a l'aire, com una mena de cecina, i que és molt popular als antojitos i menjada amb ous remenats.
No hi ha massa cultura de menjar peix, comparat amb la carn, excepte a alguns indrets costaners. Una manera de menjar-lo és marinat, típic al sud, per influència caribenya, al que anomenen ceviche. Els colons van aportar el bacallà dessalat amb les seves receptes, i encara avui el que es prepara "a la mexicana" és molt semblanc al peix en salsa verda típic del País Basc. Els mariscs són ben apreciats, en especial els crustacis, que es mengen bullits o guisats amb all o amb bitxo. Altres són els ostions i unes cloïses negres anomenades pata de mula. Als llacs es pesca la carpa, que per exemple es pot menjar farcida i envoltada de fulles de blat de moro.

### Plats per àpats

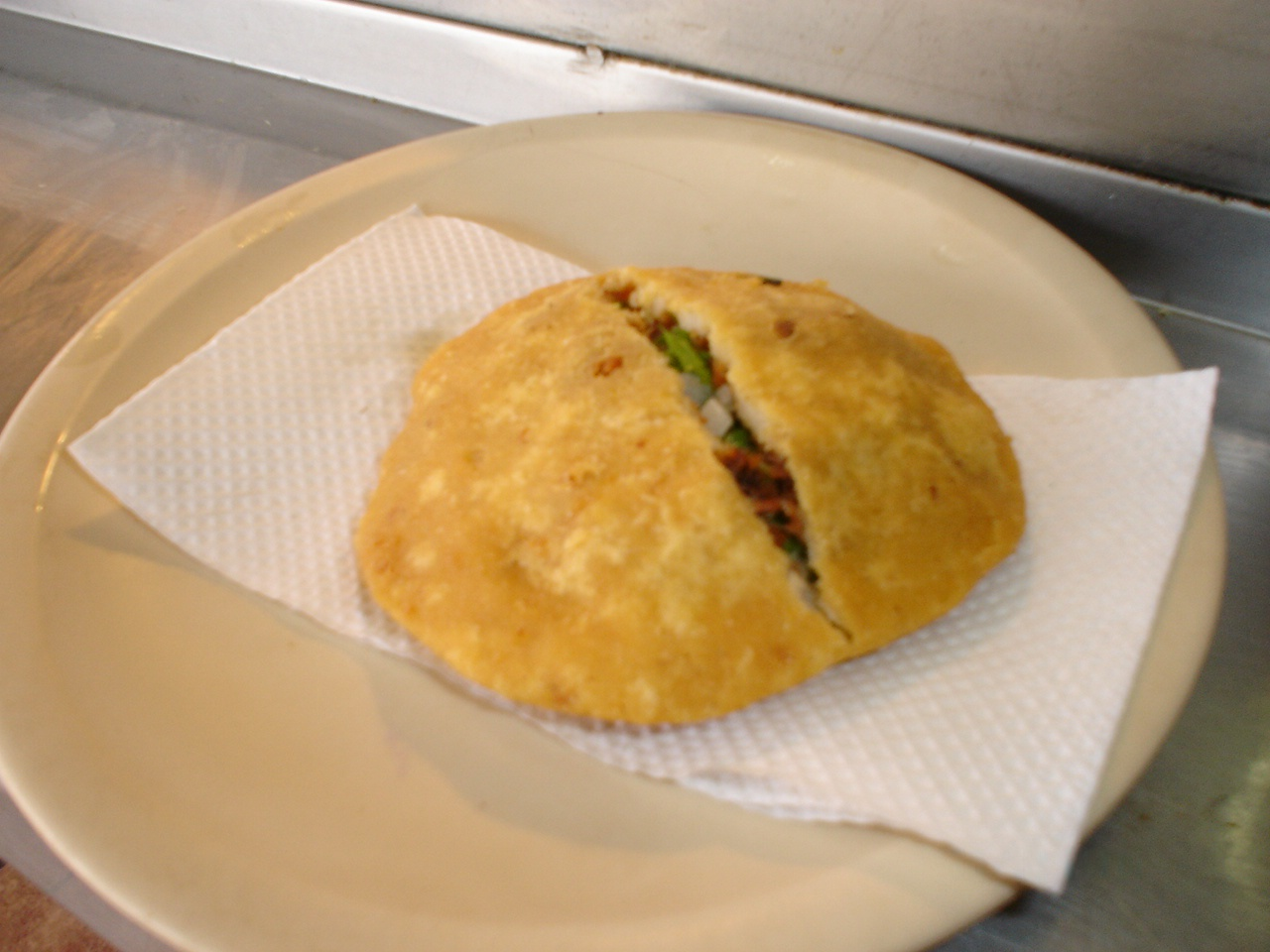
Un antojito o capritxet

A Mèxic es fan tradicionalment quatre àpats diaris, que actualment tendeixen a ser tres. El que es menja a cada àpat sol ser:
- Esmorzar: És un plat salat. Pot estar compost de tamals, una mena de panada, i atol, una beguda semblant a unes farinetes i que es pot aromatitzar de diferents sabors, acompanyats de quesadillas, que són tortetes farcides de formatge o altres coses, o d'algun guisat de carn acompanyat amb tortetes.
- Dinar: Sol ser molt abundant. El primer plat consisteix en una sopa d'arròs i el segon plat, que se sol anomenar guisat, és el plat fort. De postres es mengen dolços.
- Berenar: Sol ser el moment de reunió familiar en què predominen els sabors dolços i al qual es pot beure xocolata i menjar pans. També hi poden haver antojitos o entrepans, coques, panades i altres preparacions salades de l'estil, com enchiladas, pambazos, tamals, gorditas o quesadillas. Aquest àpat s'està perdent, especialment a certs sectors socials, però no els antojitos, que agraden molt i que els mexicans mengen igualment a altres moments.
- Sopar: En general és un sol plat fort, que pot ser similar al de dinar i que moltes vegades avui és carn rostida.

## Dolços

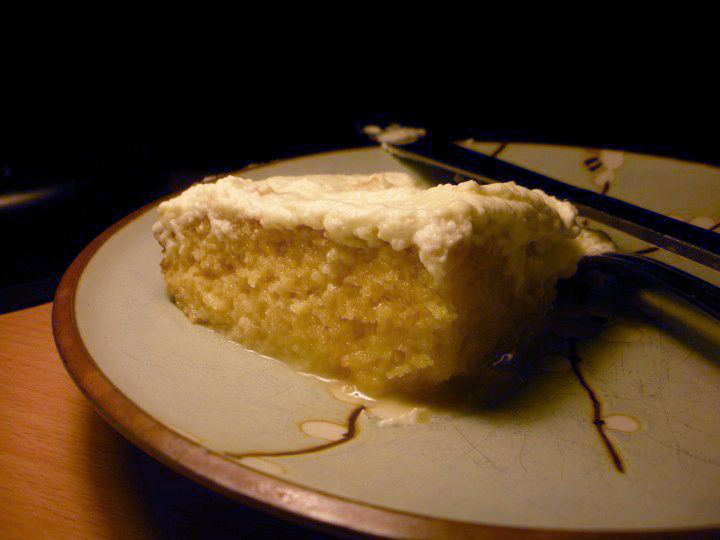
Pastís de tres llets

Com en altres països americans propers, les fruites no es mengen com a postres sinó en forma de suc, que acompanya el menjar al llarg de tot l'àpat.
Sí que existeixen dolços i pastissos, com per exemple les conchas, que són uns panets aplanats i coberts amb una capa de greix ensucrat, de vegades amb cacau, i o el pastís de tres llets, fet amb llet, llet condensada i llet evaporada. Els dolços de vegades poden incorporar fruita, típicament coco o maduixes.
Molts dolços i pastissos actuals es fan per influència europea o estatunidenca, com per exemple els flams i les gelatines. Les monges de Santa Clara hi van aportar força dolços, com els huevos reales, semblants als flamets o yemas, i postres, com el camote de Santa Clara, una mena de puré dolç de moniato, aromatitzat amb ratlladura de taronja i enriquit amb panses.

## Begudes

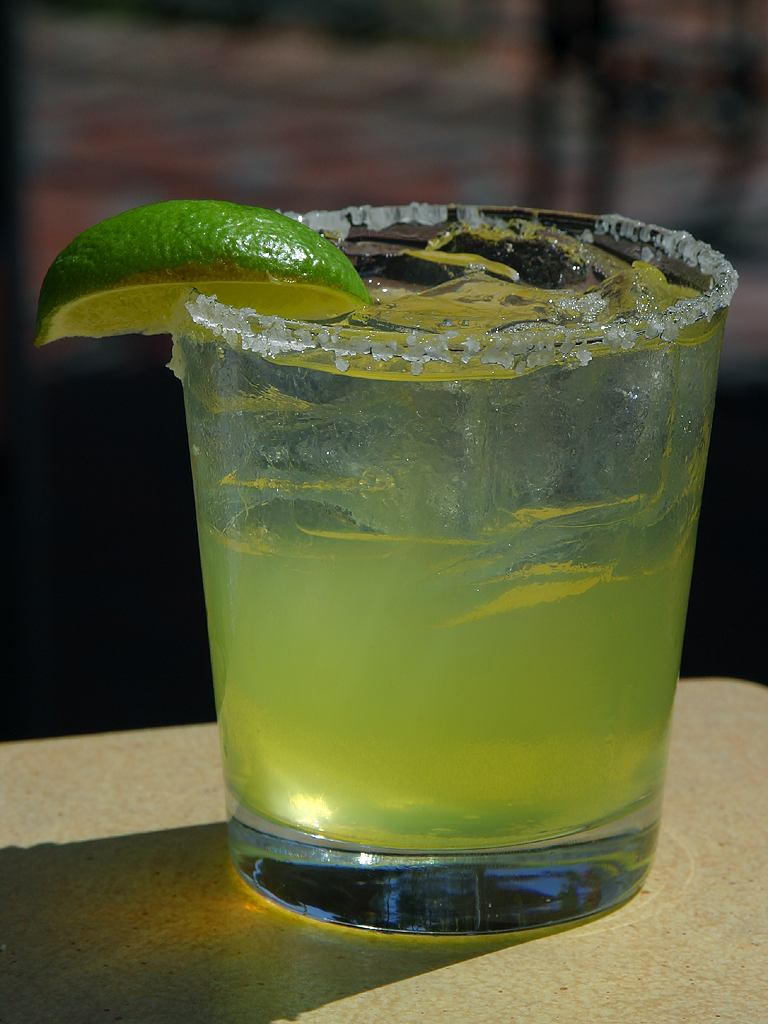
El còctel Margarita es fa amb tequila.

A Mèxic es beuen sucs (de taronja, de pinya americana, de papaia, etc.) i cervesa, que se sol prendre amb una llimona dins de la boca de l'ampolla, costum que parteix d'una antiga creença popular segons la qual la llimona neteja el got i la cervesa de possibles bacteris. Una manera de veure la cervesa és la michelada, un còctel de cervesa picant, que a més de cervesa i glaçons conté salsa perrins, salsa de bitxo picant, pebre negre i sal.
Existeixen algunes begudes pròpies del país, totes alcohòliques, com el pulque, que només es pot beure en aquest país a les gairebé extintes pulquerías. Altres són el mescal, beguda fermentada de l'atzavara, i el tequila, que en origen era un aperitiu i que se sol beure o bé amb sal i llimona o bé amb una altra beguda mexicana anomenada sangrita, que conté suc de taronja i és picant.
Altres begudes són, entre les anteriors a la colonització espanyola, per exemple la xocolata d'aigua, la lechuguilla, el tesgüino, el tescalate i alguns sucs de fruites locals. Posteriorment es va introduir l'orxata, l'aigua d'arròs i sucs de fruites importades, com la llimona, la taronja, la maduixa o la síndria, a més del de canya de sucre, i una beguda alcohòlica, el tepache.

## Cuina estatal i cuines locals
Les cuines locals mexicanes tenen totes en comú l'ús del blat de moro en forma de tortetes, acompanyades de fesols i tomàquet i condimentades amb pebrot picant.
Tanmateix, gairebé cada regió mexicana té les seves pròpies receptes i tradicions culinàries. Per exemple, la zona nord té un clima més agrest i sec, amb pocs ingredients a l'abast, i ofereix una cuina més aviat austera, de sabors senzills, mentre que al sud-est, on la terra és més generosa, aquesta és més variada.
Hi ha algunes preparacions que, tot i ser originàriament locals, s'han tornat emblemàtiques de la cuina mexicana en general. Aquest és el cas de plats com la cochinita pibil (Yucatán), el mole oaxaqueny, el mole poblano, el pozole (identificat amb Sinaloa, Jalisco i Guerrero), el pa de caçó trempat, el churipu i les corundas purépechas (de Michoacán).

## Aspectes socials i culturals

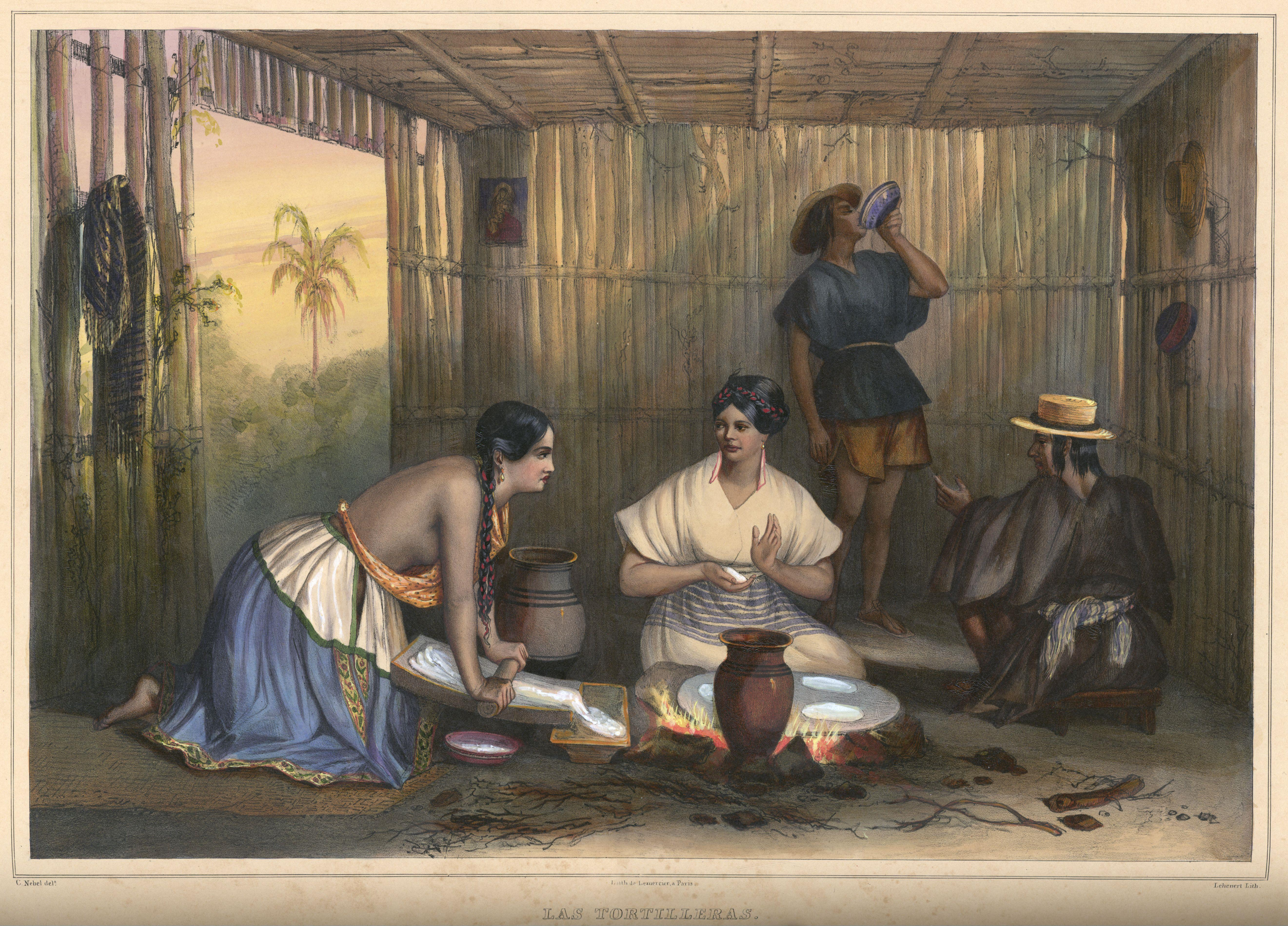
Dones fent "tortillas"

L'acte de cuinar a Mèxic és considerat com una de les activitats més importants, compleix funcions socials i rituals determinants com la instal·lació de l'altar de morts o la festa de quinze anys.
La professionalització del treball culinari a Mèxic, segueix sent predominantment femení, és comú veure al capdavant de les cuines de restaurants i fondes a dones, les quals, en adquirir el grau d'excel·lència són anomenades mayoras, denominació que en l'època colonial es donava als caps de les cuines de les hisendes i que ara seria equivalent al xef europeu.
És important esmentar que l'hora del menjar a Mèxic és summament valorada com aglutinant familiar pel que és comú estar en alguna població mexicana i trobar absolutament deserta de les dues a les quatre de la tarda. De fet, és comú que les reunions socials girin al voltant del menjar i generalment es designen per noms en diminutiu: «el dinaret», «la coudineta», «el cafetó" o "un soparet».
Una de les característiques de les gastronomies mexicanes és que no diferencien entre les anomenades cuina quotidiana de l'alta cuina, així, encara que hi ha plats típicament festius (com el mole o els tamales, aquests poden ser consumits qualsevol dia de l'any, igual a una casa particular, o a un restaurant luxós que a una petita fonda sense cap valor ritual especial.
La gastronomia mexicana sempre ha estat qualificada com una cuina de gran influència barroca, resultat d'un mestissatge culinari, representa en molt la visió que els mexicans tenen del món, d'aquesta manera la zona nord del país de clima més agrest i sec ofereix una cuina més aviat austera, de sabors senzills, en canvi al sud-est on la terra és més generosa hi ha una explosió de sabors amb una quantitat força desconeguda de platets i receptaris locals.
La cuina familiar, no professional, a Mèxic és també cosa de dones únicament. Per això, a causa de la integració de les dones al treball, a les zones urbanes per raó de la integració de les dones a la força laboral, així com a la influència de l'estil de vida occidental (principalment dels Estats Units) s'ha anat perdent la tradició de cuinar a casa, però es considera que les fondes (una versió mexicana dels cafès francesos, llocs on es menja a mig dia de forma econòmica) són un reservori de les receptes tradicionals.

## Costums de la gastronomia mexicana
Els costums gastronòmics a Mèxic estan molt lligats a l'ocasió i l'origen social dels comensals i fins i tot a les èpoques de l'any. Però es pot dir que hi ha tres instants del dia importants des del punt de vista de relació social amb el menjar del mexicà causal;
- Esmorzar, que pot ser una ocasió per provar els tamales i l'atole acompanyat d'unes quesadillas, o algun guisat de carn acompanyat amb tortillas. Així mateix es pot gaudir dels chilaquiles o els moles. Pel que fa als tamales, és normal trobar als carrers llocs ambulants de tamales que també ofereixen les famoses coques de tamales o guajolotas.
- Dinar, se sol servir entre l'una i les quatre de la tarda, sol ser molt abundant. Hi sol haver dos plats, el primer consisteix en una sopa amb ingredient d'arròs i posteriorment se segueix d'un plat més fort que sol ser anomenat « guisado» per acabar es prenen dolços o postres.
- Berenar, sol ser el moment de reunió familiar en què predominen els gustos dolços: la xocolata (s'anomena a l'espanyola  o  champurrado ), els pans, i els famosos antojitos: que corresponen a les enchiladas, pambazos, tamales, quesadillas i tacos.
- Sopar, se sol servir després de les 7 o les 8 del vespre, en general és un plat fort, pot ser similar al de l'esmorzar o al del dinar, o moltes vegades és carn rostida (bou, porc, pollastre) i camote calenta. Cada vegada més aquesta divisió s'ha anat perdent en certs sectors socials que només fan tres àpats: esmorzar, dinar i sopar; optant així per una dieta més lleugera, però que no els eximeix de gaudir d'unes quesadillas, uns chilaquiles o uns ous ranxers.

## Conservatori gastronòmic mexicà
Es va constituir el Conservatori de la Cultura Gastronòmica Mexicana, CCGM, la finalitat del qual és la salvaguarda de les arrels, la identitat i la continuïtat de la gastronomia de Mèxic, i que va demanar a la UNESCO que reconegués la cuina tradicional mexicana com a Patrimoni Immaterial de la Humanitat, consideració que va ser atorgada el 16 de novembre de 2010.